# Fíth-fáth
Fíth-fáth, auch fáth-fíth (beides schottisch-gälisch), oder féth-fíada (irisch, „Zaubernebel“) bedeutet in der Keltischen Mythologie einen Zauber der Verwandlung oder des Unsichtbar-Machens. Ins Altnordisch-Altisländische ist die Tierverwandlung als „Hindenspiel“ (Hindarleikur viki-vaki) entlehnt worden.

## Schottland
In Schottland ist fíth-fáth besonders durch den irischen Sagenkreis um Fionn mac Cumhaill bekannt geworden, in dem Finns Gemahlin in eine Hinde verwandelt wird. Bis in die neuere Zeit blieb die Tierverwandlung bekannt, besonders Jäger und Reisende nutzten fíth-fáth, um Tiere oder Wegelagerer zu täuschen. Frauen werden zu Katzen, Hasen oder ebenfalls Hinden, Männer zu Pferden, Stieren oder Hirschen.

## Irland
Als die Túatha Dé Danann vor ihrer Ankunft in Irland noch in Griechenland waren, lernten sie dort die Magie beherrschen. Bei ihrer Landung auf der Insel hüllten sie sich nach dem Lebor Gabála Érenn dann durch féth-fíada in einen undurchdringlichen Nebel. Dies war eines ihrer Erfolgsrezepte im Kampf gegen die Firbolg.  Die Kunst des „Zaubernebels“ gaben sie an die irischen Druiden weiter, die den „Druidennebel“ (céodruidechta) herzuzaubern lernten. Beim Versuch, mit Hilfe von fíth-fáth die Anlandung der Milesier zu verhindern, unterlagen sie den Beschwörungen von Amergin.
In der Kriegervereinigung Fianna wurde ebenfalls die Verwandlung der Männer in Rotwild praktiziert. Darüber und über die Verwandlung in Werwölfe ist ein Bericht in einer Handschrift aus dem 9. Jahrhundert, aufgefunden im Stift St. Paul im Lavanttal (Kärnten, Österreich), erhalten geblieben.